# Inkomensbelastingen
Inkomensbelastingen zijn belastingen die door overheden geheven worden naar één of meer vormen van inkomen van een rechtssubject. Van inkomensbelastingen worden in fiscale zin onder meer onderscheiden de zogenoemde kostprijsverhogende belastingen, zoals omzetbelastingen en douanerechten. Inkomensbelastingen komen in veel landen voor.

## Nederland
In Nederland is de rijksoverheid het enige overheidsorgaan dat inkomensbelastingen mag heffen. Provincies, gemeenten, openbare lichamen BES en waterschappen mogen expliciet geen inkomensbelastingen heffen. Voorbeelden van Nederlandse inkomensbelastingen zijn:
- De inkomstenbelasting op grond waarvan inkomen van natuurlijke personen wordt belast;
- De vennootschapsbelasting op grond waarvan de winst van voornamelijk rechtspersonen wordt belast;
- De loonbelasting op grond waarvan het loon van onder meer werknemers wordt belast; en
- De dividendbelasting of opbrengstbelasting op grond waarvan onder meer dividenden van aandeelhouders worden belast.

## België
- Wetboek van de Inkomstenbelastingen

### Voetnoten
1. ↑  Artikel 221, lid 2, Provinciewet
2. ↑  Artikel 219, lid 2, Gemeentewet
3. ↑  Artikel 42, lid 2, Wet financiën openbare lichamen Bonaire, Sint Eustatius en Saba
4. ↑  Artikel 113 Waterschapswet